# Шана-Худук
Шана-Худук — упразднённый в 1966 году хутор в Левокумском районе Ставропольского края. Располагался примерно на половине пути между хутором Арбали (на севере) и селом Кочубей (на юге).

## Название
В источниках встречаются варианты наименования Шонунхудук, Шона Худук, Шена-Худук, Шено-Худук:34, Шана-Худак:313, Шано-Худок, Шине-Худук:623.

## История
Населённый пункт образован как отсёлок села Величаевского:623. В «Списке населённых мест Терского округа по данным на 1 января 1927 года» датой его основания значится 1850 год:34.
По данным за 1903 год хутор Шена-Худук относился к 1-му стану Прасковейского уезда Ставропольской губернии, в нём проживало 192 человека. В списке на 1916 год упоминается как хутор Святокрестовского уезда:623.
По состоянию на 1926 год хутор входил в состав Величаевского сельсовета Левокумского района Терского округа Северо-Кавказского края. Согласно всесоюзной переписи населения 1926 года в хуторе имелось 64 двора, где проживало 375 человек (187 мужчин и 188 женщин), в том числе 309 украинцев, 45 калмыков, 21 великоросс:313.
31 декабря 1966 года хутор Шана-Худук был снят с учёта. В настоящее время его территория входит в состав Левокумского района Ставропольского края России.